# Fatima Ezzahra Gardadi
Fatima Ezzahra Gardadi, född 20 mars 1992, är en marockansk långdistanslöpare.

## Karriär
I augusti 2023 vid VM i Budapest tog Gardadi brons i maraton efter ett lopp på 2 timmar, 25 minuter och 17 sekunder.

## Personliga rekord
- 10 km landsväg – 32.10 (Meknès, 18 februari 2018)[2]
- Halvmaraton – 1:10.28 (Tamesna, 5 december 2021)[2]
- Maraton – 2:25.03 (Rabat, 30 april 2023)[2]